# Скраб (остров)
Скраб (англ. Scrub) — остров, расположенный у восточной оконечности острова Ангилья, заморской территории Великобритании в Карибском море.
Площадь — 8 км².
До него легко добраться на лодке. На острове сохранились остатки заброшенного аэродрома. Также на острове есть несколько заброшенных домов, в основном из-за повреждений, нанесённых ураганами. Отсутствует электричество и водопровод.

## Фауна
Остров был признан важной орнитологической территорией организацией BirdLife International, в основном из-за гнездования морских птиц. Здесь гнездятся смеющиеся чайки, а также королевская, розовая и карликовая крачки. К местным неморским птицам относятся белобрюхие элении и жемчужноглазые крикливые пересмешники. Пять видов рептилий острова включают Pholidoscelis plei, Anolis gingivinus, Sphaerodactylus parvus, Sphaerodactylus sputator и находящегося под угрозой исчезновения Alsophis rijgersmaei. Встречаются зеленые и кожистые черепахи. Присутствуют дикие козы и крысы. Китов обычно можно увидеть к западу от острова, вдоль южной береговой линии.